# Esther en Ahasveros
Esther en Ahasveros is een driedelige laatgotische tapijtreeks gemaakt in de Bourgondische Nederlanden omstreeks 1490. Ze wordt bewaard in het Museo de Tapices de La Seo de Zaragoza. 

## Geschiedenis
Over de opdrachtgever, ontwerper en wevers is niets bekend. Evenmin is de stad van oorsprong duidelijk. Maar uit de stijl en het weelderige hofleven dat is weergegeven, blijkt dat de tapijten vervaardigd zijn in de Bourgondische Nederlanden. Dat moet na 1475 zijn gebeurd, wellicht rond 1490.  
De eerste bekende eigenaar van de reeks was aartsbisschop Alonso de Aragón (1468-1520), een buitenechtelijke zoon van koning Ferdinand de Katholieke. In zijn sterfjaar schonk hij ze aan de kathedraal van Zaragoza. De inventaris had het over drie wandkleden. Vermoedelijk bestond er een vierde wandtapijt met het slot van het boek Esther, maar was dat toen al verloren.
De drie wandtapijten op groot formaat werden bewaard in de sacristie van de kathedraal en werden vijfhonderd jaar lang tijdens de Heilige Week getoond aan de gelovigen in het kathedraalinterieur. Sinds 1995 zijn ze permanent te zien in het Museo de Tapices van de stad.

## Voorstelling
Het verhaal is afkomstig uit het Bijbelboek Esther en wordt toegelicht door Latijnse banderoles, maar de visuele vertelling primeert. De verschillende taferelen wordt weergegeven in opengewerkte gebouwen, te lezen als segmenten van links naar rechts.

## Voetnoten
1. ↑  Delmarcel 1999, p. 63
2. ↑  Colbert Cairns 2017, p. 26